# Folembray
Folembray é uma comuna francesa na região administrativa de Altos da França, no departamento de Aisne. Estende-se por uma área de 8,85 km². Em 2010 a comuna tinha 1 406 habitantes (densidade: 158,9 hab./km²).